# Jerzy Kaczmarek
Jerzy Kaczmarek (n. 8 ianuarie 1948, Lubsko, Voievodatul Lubusz, Polonia) este un scrimer polonez, medaliat olimpic. A participat la o ediție a Jocurilor Olimpice (1972) în care a câștigat o medalie de aur.

## Participări
Lista de mai jos prezintă principalele competiții la care a participat Jerzy Kaczmarek de-a lungul carierei.
- fencing at the 1972 Summer Olympics – men's team foil[*]